# Zurkhaneh

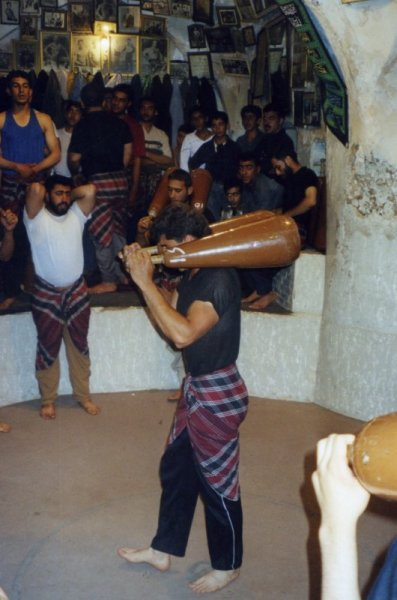
Oefeningen

Zurkhaneh (diverse spellingsvarianten) of Huis van de kracht is de klassieke vorm van Iraanse gymnastiek. Zurkhaneh is tevens de naam van een klein gebouw waar de oefeningen plaatsvinden.
De atleten worden meestal ritmisch begeleid met een trom. Eén atleet doet een oefening voor, die dan door de anderen herhaald wordt. Vaak wordt er geoefend met grote knotsen of andere (symbolische) wapens. De meeste handelingen hebben een symbolische betekenis.
De oefeningen zijn, tegen betaling, ook toegankelijk voor belangstellenden en toeristen (man en vrouw).
Zurkhanehs worden aangetroffen in Teheran, Isfahan en Yazd.